# Статус Тибета
Статус Тибета является предметом дискуссий. По мнению китайской стороны, Китай с XIII века непрерывно осуществлял свои суверенные права в Тибете и, таким образом, последний никогда не был независимым государством. Тибетское правительство в изгнании утверждает, что в ходе своей истории Тибет всегда оставался независимым.
В настоящее время все страны мира признают Тибет частью КНР.

## История

### Империя Юань
В начале XI века в Тибете Кхон Кончог Гьялпо основывает школу Сакья, которая впоследствии стала владеть небольшим княжеством на западе Центрального Тибета, которое в начале XIII века стало центром объединения Тибета. К этому времени монгольская империя Юань подчинила многих соседей Тибета: Си Ся, Цзинь, уйгуры, Западное Ляо. Есть несколько версий первого контакта между тибетцами и монгольской империей:
1. тибетцы в 1207 году сами отправили послов к монголам и подчинились им;
2. Чингисхан вторгся в Амдо в 1206 году, его встретили представители религиозной и светской знати Тибета и выразились свою покорность монголам, чтобы остановить разорение страны. Однако эта версия имеет противников (например, главный научный сотрудник Института востоковедения РАН, профессор МГУ Станислав Кучера), которые утверждают, что тибетцы спутаны в хрониках с уйгурами (по другой версии с государство Си Ся, где компактно проживали тибетцы)[4].

Достоверно известно, что в 1240 году 30-тысячная монгольская армия под предводительством Годана вторглась в Тибет и дошла до Лхасы. Были убиты монахи, сожжены некоторые монастыри, а их окрестности разграблены. С Годаном в 1247 году встретился глава школы Сакья Кхон Кончог Гьялпо, которому Годан подарил власть над Тибетом.
В дальнейшем Хубилай, принявший буддизм в 1253 году, основал империю Юань и между императорами в Пекине и тибетской школой Сакья, которая получила от монголов власть над Тибетом, сложились отношения покровителя веры и наставника в вере.
Тибет не рассматривался как обычная часть империи, его не было в официальном перечне территорий династии Юань. Тибет имел самобытное административное деление, отличавшегося от общеимперского. При Хубилае было создано управление Цзун-чжиюань, которое управляло Тибетом и всеми делами буддизма на территории империи, первым главой которого стал глава школы Сакья Пагпа-лама. В самом Тибете нарастало недовольство школой Сакья, которую обвиняли в промонгольской позиции, а затем и монгольский двор отказался от её исключительной поддержки.
По мнению главы программы по изучению Тибета Индианского университета Эллиот Сперлинг, Тибет, по правилам и законам династии Юань, не был независимым государством, но и де-факто контроля над Тибетом у династии не было.

### Империя Мин
В 1368 году монгольская династия Юань была свергнута и была провозглашена империя Мин.
С XV века в Тибете началось постепенное падение влияния школы Сакья, а к середине XVI века самой влиятельной стала школа Гэлуг. Тибетские ламы начинают взаимовыгодное сотрудничать с тумэтским Алтан-ханом: ламы стремились распространить буддизм, а Алтан-хан — легализовать и укрепить свою власть. Затем Алтан-хан пожаловал Сонам Гьяцо титул Далай-ламы, а после его смерти новым перерожденцем Далай-ламы стал внук Алтан-хана.
К концу XVI века в Тибете обострилось противоборство школ Кармапа-Кагьюпа и Гэлуг. Монголы, отряды которых вошли в Тибет, встали на сторону последней. Затем в противоборство вступают ойраты и джунгары на стороне Гэлуга и халха-монголы на стороне Кармапа-Кагьюпа. В итоге, победу одержала школа Гэлуг, а Гуши-хан, возглавлявший корпус джунгаров, получил от Далай-ламы титул «Хана веры» (Охранителя буддизма).
Империя Мин с конца XVI века не оказывала на происходящее в Тибете никакого влияния и лишь эпизодические поездки тибетских лам в Нанкин успокаивали минскую власть.

### Империя Цин
Амбань — титул высших китайских чиновников на маньчжурском языке. В Тибете амбани являлись комиссар-резидентами, назначаемыми цинским правительством, и были равны Далай-ламе по положению.
К середине XVII века империя Мин была завоёвана маньчжурской династией Цин.
Отношения между императорами Цин и Далай-ламами, которые с XVII века управляли Тибетом, носили личный характер. По китайским данным, между Тибетом и Империей Цин были отношения подчинённого и властелина.
После ввода китайских войск и амбаней в начале XVIII века, империя Цин установила контроль над Тибетом. В 1793 году в Лхасу была привезена золотая урна, и маньчжурский император Цяньлун повелел избирать впредь Далай-лам и Панчен-лам по жребию из урны при участии цинских амбаней. Но такая процедура применялась не всегда и не отменяла традиционные тибетские методы.
Конец XVIII века стал апофеозом реальной власти Империи Цин над Тибетом: процедура избрания Далай-лам и Панчен-лам с помощью золотой урны, когда амбань вытаскивал из неё билетик с именем нового перерожденца, символизировала верховную власть империи над Тибетом.
В XIX веке власть Империи Цин над Тибетом стала ослабевать с ослаблением самой империи. На протяжении почти всего XIX века, реальная власть как в управлении страной, так и в религии принадлежала не Далай-ламам, а регентам при них.
К началу XX века Тибет по-прежнему оставался зависимым от Империи Цин. В Лхасе находились цинские амбани, контролировавшие военную и финансовую сферы жизни Тибета. Далай-лама ежегодного, а с 1840 года раз в три года, направлял в Пекин посольство с дарами. Однако Тибет был особой частью Империи. Так, на его территории не взимались общеимперские налоги и отсутствовали цинские земельные владения. У Тибета была собственная административная система, а всю землю контролировала тибетская знать. Зависимость Тибета от Китая, прежде всего, выражалась в зависимости Далай-ламы от цинского императора.
С конца XIX века Китай начинает проводить в отношении Тибета политику превращения его из вассала в провинцию Китая. Эта политика натолкнулась на сопротивление большинства населения Тибета во главе с Далай-ламой XIII.
К началу XX века, по описанию китайских источников, Тибет скорее находился в феодальной зависимости от империи Цин, чем считался важной частью империи.

#### Китайско-английская конвенция о Тибете и Индии
В 1906 году была подписана «Китайско-английская конвенция о Тибете и Индии», фактически признавшая вассальную зависимость Тибета от Китая. Империя Цин стала выплачивать контрибуцию Великобритании вместо Тибета.

#### Русско-английская конвенция 1907 года
Русско-английская конвенция 1907 года, подписанная без участия Тибета и империи Цин, ввела понятие сюзеренитета Китая над Тибетом, хотя Тибет не приносил вассальной присяги цинскому императору и отвергал сюзеренитет Китая. Власти Тибета отвергли эту конвенцию. Позиция современного КНР заключается в признании конвенции нелегитимной в связи с неучастием китайской стороны в её принятии, а также подменой суверенитета Китая над Тибетом на сюзеренитет.
Таким образом, в Китайско-английской конвенции о Тибете и Индии и Русско-английской конвенции впервые были зафиксированы в международных договорах права Китая на Тибет. Некоторыми современными исследователями (например, юристом и советником Далай-ламы XIV Майклом ван Вальтом ван Праагом) конвенции 1906 и 1907 годов считаются нелегитимными в части, касающейся Тибета, так как они были подписаны без его участия и правительство последнего их не признало.

#### Захват Лхасы китайскими войсками
Назначенный в 1906 году вторым амбанем в Лхасе, Чжао Эр-фэн в юго-восточной части Тибета, Каме, начал упразднять самобытную тибетскую административную систему и заменять её общеимперской. Затем эта часть Тибета была полностью оккупирована китайской 60-тысячной армией под руководством Чжао Эр-фэня, а в 1910 году было принято решение о создании на этой территории провинции Сикан и начата её колонизация китайцами.
В 1909 году, китайские войска захватили Чамдо, а в начале 1910 года была захвачена Лхаса и Далай-ламе XIII, возвратившемся в город в декабре 1909 года, пришлось бежать в Индию. Захват сопровождался насилием и грабежами.

### Китайская республика

Флаг Китайской республики. Каждый цвет флага символизирует одну из национальностей. Тибетцам соответствует чёрный

В 1911 году в городе Учан произошло восстание солдат, которое возглавила организация Тунмэнхой. Это восстание стало началом Синьхайской революции, целью и конечным итогом которой было свержение правящей маньчжурской династии и провозглашение Китайской Республики.
В период создания Китайской республики революционеры, для включения в неё всех земель распавшейся империи Цин и зависимых государств, создали концепцию пяти национальностей Китая. В дальнейшем, Тибет был приравнен к китайской провинции.

#### Временная конституция Китайской республики
12 апреля 1912 года Президент Китайской Республики Юань Шикай издал «Временную конституцию Китайской республики», в которой Монголия, Восточный Туркестан и Тибет объявлялись неотъемлемой частью Китайской Республики. В этом же месяце он направил в Тибет войска для помощи китайским гарнизонам, но под давлением Великобритании, которая отказывалась признавать Китайскую Республику до тех пор пока военный поход на Тибет не будет прекращён, в августе 1912 года Юань Шикай развернул войска. В 1913 году в Пекине был сформирован Парламент, в котором были и представители якобы Тибета, на самом деле являвшиеся тибетцами из внутренних районов Китая.

#### Уход китайской армии из Тибета
В 1912 году в Тибете начались столкновения между сторонниками и противниками Китая. К концу этого года, при посредничестве непальского представителя, было подписано примирительное соглашение между противоборствующими сторонами в Тибете, по которому все китайские войска, кроме личной охраны амбаня, должны были покинуть страну, а их оружие и амуниция оставались в Лхасе. В 1913 году последние китайские солдаты покинули Тибет и институт амбаней был упразднён Китаем.

#### Монголо-тибетский договор

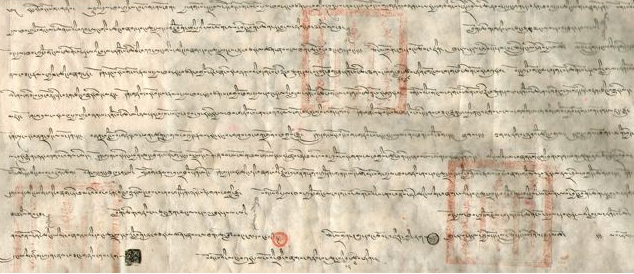
Монголо-тибетский договор о дружбе

В 1911 году Внешняя Монголия провозгласила свою независимость. После провозглашения независимости Внешней Монголией и её признания Российской империей, 11 января 1913 года был заключён Монголо-тибетский договор, в котором стороны взаимно признавали независимость друг друга. Этот договор не был признан Российской империей и Великобританией. Некоторые современные исследователи отмечают, что признание договора третьими странами не требовалось.

### Период независимости

#### Провозглашение независимости Тибета
23 января 1913 года Далай-лама XIII издал Декларацию независимости, в которой говорилось, что на протяжении всей истории Китай и Тибет сотрудничали на основе отношений покровителя и священника, и что отношения Тибета и Китая не основываются на подчинении одного другому. В ней тибетцы назывались независимой и религиозной нацией, которой предстоит трудиться для защиты своей независимой страны.
Начиная с этого момента и до установления власти КНР, Тибет считался де-факто независимым государством, которым управлял Далай-лама. КНР не признаёт эту независимость.
Согласно заключению Международной комиссии юристов, опубликованному в 1959 году, Тибет в 1912—1951 годах был независимым и суверенным государством.

#### Симлская конвенция

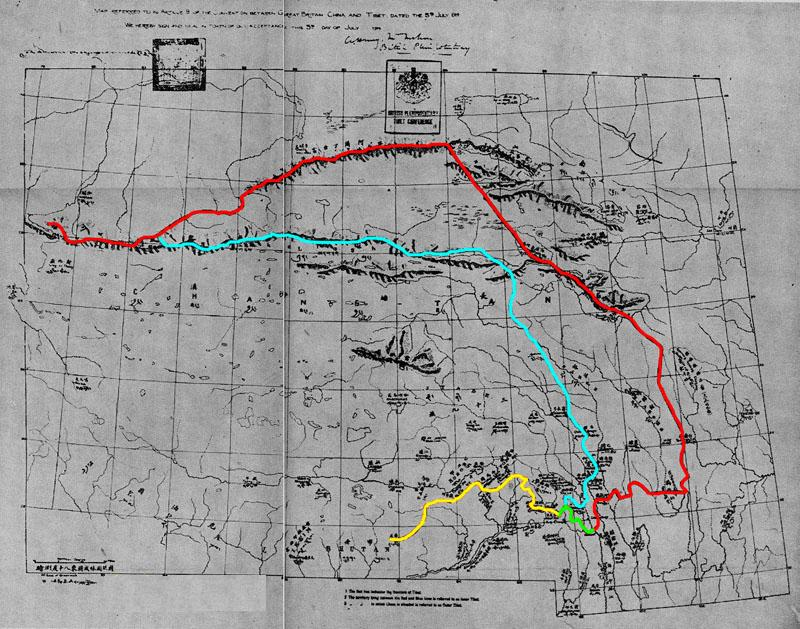
Линии раздела Тибета согласно Симлской конвенции: синий — рубеж между Внешним и Внутренним Тибетом, красная — граница Тибета и Китая

Под давлением Великобритании, Китайское правительство в марте 1913 года приняло участие в переговорах с властями Тибета в Чамдо, но переговоры были вскоре прерваны и продолжились лишь в октябре 1913 года в Симле при участии Великобритании. В марте 1914 года тибетская и английская делегации договорились о тибетско-индийской границе и обменялись нотами. В апреле 1914 года главы китайской, тибетской и английской делегации парафировали английский вариант конвенции, вторая статья которой гласила:
Правительства Великобритании и Китая, признавая, что Тибет находится под сюзеренитетом Китая, и, признавая автономию Внешнего Тибета, обязуются уважать территориальную целостность страны и воздерживаться от вмешательства в управление Внешним Тибетом (включая выборы и введение в должность Далай-ламы), которое должно оставаться в руках тибетского правительства Лхасы. Правительство Китая обязуется не превращать Тибет в китайскую провинцию. Правительство Великобритании обязуется не аннексировать Тибет или какую-либо часть его.
Несмотря на предполагаемое разделение Тибета на Внешний и Внутренний, географически и политически Тибет, согласно конвенции, оставался единым государством. Основные разногласия были связаны с границей Внешнего и Внутреннего Тибета. Китайская делегация была не согласна с установленной английским вариантом границей и в итоге отказалась подписывать конвенцию.

#### СССР и Тибет
В 1920-х годах состоялось несколько секретных миссий из Москвы в Лхасу и обратно. В 1925 году Г. В. Чичерин пытался организовать в Тибете постоянную дипломатическую миссию СССР, а в 1926 году — дипломатическую миссию МНР. Однако Далай-лама XIII эти предложения отклонил.

#### Китайско-тибетские переговоры 1934 года
25 августа 1934 года в Лхасу прибыл специальный посол китайского правительства в Нанкине Хуан Мусун. Он был встречен доброжелательно, воздал почести умершему Далай-ламе и договорился о пребывании в Лхасе двух китайских офицеров с радиопередатчиком, которые должны были поддерживать связь с Нанкином.
На переговорах Хуан Мусун требовал от тибетского правительства признать Тибет частью Китайской республики на правах автономии, а также передать в введение Китая внешнюю политику, оборону и коммуникации, а также право утверждать высших должностных лиц. Власти Тибета выдвинули следующие условия: важные договора между Тибетом и другим государством должны были заключаться с согласия Китая; Лхаса соглашалась уведомлять Нанкин о назначении высших должностных лиц или избрании регента; власти Тибета требовали вернуть под их юрисдикцию некоторые области в Каме и Амдо. Одним из главных требований правительства Тибета были гарантии со стороны Китая, что Тибет не будет превращён в обычную провинцию. Таким образом, Тибет соглашался быть зависимым от Китая государством. По мнению Василия Богословского, это было связано с желанием Лхасы урегулировать пограничные вопросы.
В ходе переговоров не было заключено никаких официальных соглашений.

#### Вторая мировая война
В годы Второй мировой войны Тибет придерживался нейтралитета, показав свою способность следовать внешней политике неприсоединения и независимости. К моменту роспуска Лиги наций, ни один из её членов не признавал независимость Тибета.

### Китайская Народная Республика
В 1946 году на территории Китая началась гражданская война между Гоминьданом и Коммунистической партией Китая, перевес в которой, со временем, переходил на сторону КПК. Обе силы считали Тибет частью Китая. К 1949 году победа КПК в гражданской войне стала очевидной, и уже в июле 1949 года тибетское правительство выслало членов гоминданьской миссии, а также всех китайцев, проживающих в Тибете, и закрыло китайскую школу. 2 сентября агентство Синьхуа объявило:
Китайская Народно-освободительная армия освободит всю территорию Китая, включая Тибет, Сикан, острова Хайнань и Тайвань. Она не позволит ни одной пяди китайской земли остаться вне власти Китайской Народной Республики
1 октября 1949 года была официально провозглашена Китайская Народная Республика.

#### Азиатская конференция в Дели
В 1947 году тибетская делегация была приглашена на Азиатскую конференцию в Дели, организованную партией Индийский национальный конгресс. В день открытия конференции был поднят в том числе и флаг Тибета, а на карте, вывешенной в зале заседаний, Тибет обозначался как независимое государство. После протестов китайской делегации, на карте Тибет был включён в состав Китая, но тибетской делегации разрешили продолжить самостоятельно участвовать в работе.

#### Делегация Шакабпа

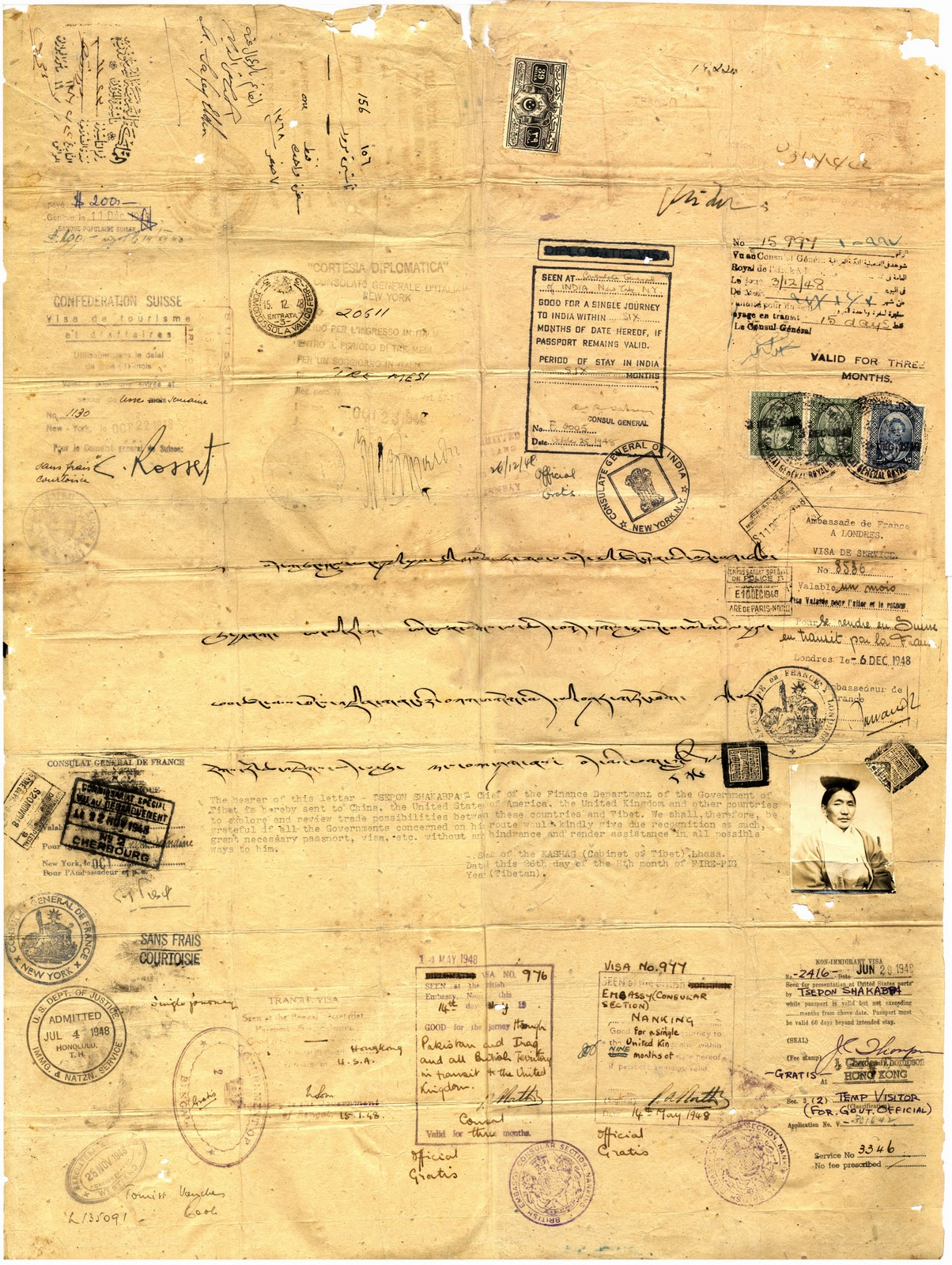
Тибетский паспорт цзэпёна Ванчука Дедена Шакабпа. На паспорте стоят визы США, Великобритании, Индии

В октябре 1947 года под руководством цзэпёна Шакабпа в Индию, Китай, Великобританию и США была направлена официальная тибетская делегация. Основной задачей делегации было установление официальных отношений между Тибетом, как независимым государством, и перечисленными странами. Делегация была принята Махатмой Ганди и Джавахарлалом Неру в Индии, Чан Кайши в Китае, Джорджем Маршаллом в США и Клементом Эттли в Великобритании. Переговоры об установлении официальных отношений не имели результатов.
По поводу принятия тибетской делегации в МИД США и Индии Китай направил официальный протест. В ответ на это США заявили, что считают Тибет частью Китая.

#### Дипломатические отношения Тибета
По данным Майкла ван Вальта ван Праага, в 1949 году, при вступлении в ООН, Непал указал Тибет как одну из шести стран с которыми у него были дипломатические отношения.
В октябре 1949 года регент при малолетнем Далай-ламе XIV заявил о независимости Тибета и обратился к мировому сообществу с просьбой о помощи, но помощи так и не получил. С просьбой поддержать вступление Тибета в ООН Кашаг призвал Великобританию, США и Индию, однако получил отказ в связи с тем, что постоянные члены СБ ООН Китай и СССР наложили бы вето на такое решение.

#### Установление власти КНР в Тибете
7 октября 1950 года части НОАК, численностью около 40 тысяч человек, вошли в Тибет из Цинхая и Синьцзяна.
7 ноября Тибет направил в адрес Генерального секретаря ООН обращение с призывом остановить китайскую агрессию:
Военный захват Тибета с целью включения его в состав коммунистического Китая посредством одной только физической силы — явное проявление агрессии. До тех пор, пока тибетский народ, против собственной воли и без согласия, принуждается силой стать частью Китая, захват Тибета будет оставаться ужасным примером насилия сильного над слабым. Поэтому через Вас мы обращаемся к народам мира с призывом выступить на нашей стороне и остановить китайскую агрессию.
Во время обсуждения тибетского вопроса в ООН Великобритания, а за ней Индия и США предложили отложить обсуждение вопроса, что и было сделано. На просьбу Тибета направить комиссию ООН для расследования ответа не поступило.

#### Соглашение из 17 пунктов

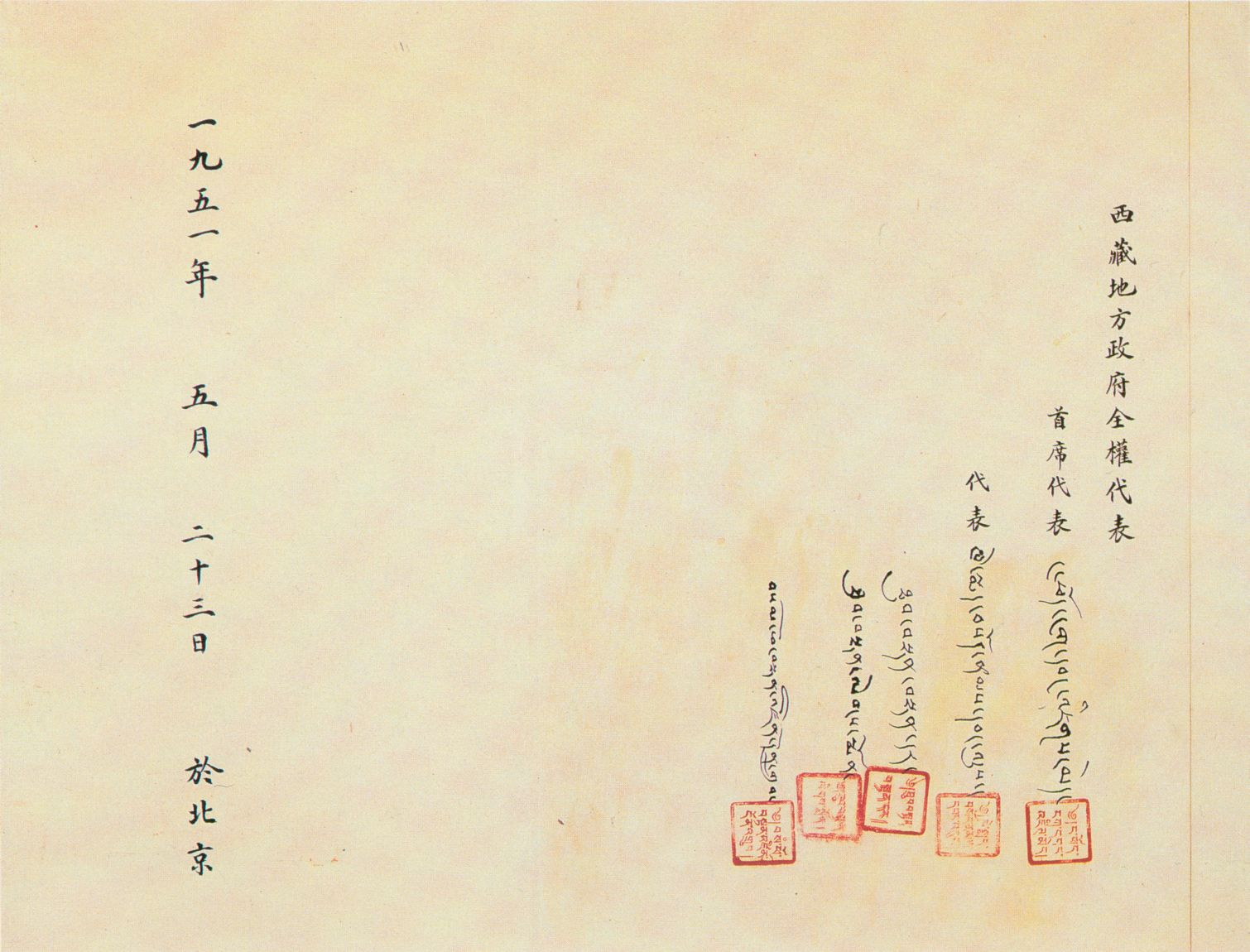
Подписи тибетской делегации под соглашением

В марте 1951 года Далай-ламой была сформирована новая делегация для переговоров с Китаем. Возглавил её отпущенный из плена губернатор Кама Нгапо Нгаванг Джигме. В переговорах принял участие и Панчен-лама X.
3 мая 1951 года, несмотря на то, что Нгапо Нгаванг Джигме не имел полномочий от Кашага на принятия самостоятельных решений (хотя сам утверждал обратное), было подписано «Соглашение между Центральным народным правительством Китая и местным тибетским правительством о мероприятиях по мирному освобождению Тибета», предъявленный в ультимативной форме для подписания. От имени тибетской делегации соглашение подписал глава делегации Нгапо Нгаван Джигме, а также несколько других членов делегации. Как утверждает Далай-лама XIV, у делегации не было государственных печатей, необходимых для заключения договора. В Пекине были изготовлены дубликаты государственных печатей, которые и были приложены к соглашению.
Подписанное соглашение состояло из 17 статей, основные из которых:
Статья 1. Тибетский народ объединится и изгонит империалистические агрессивные силы из Тибета и вернется в великую семью народов матери-родины — Китайской Народной Республики.
Статья 4. Центральные власти не будут изменять политической системы, существующей в Тибете, а также существующего статуса, функций и полномочий Далай-ламы.  Должностные  лица  различных  рангов  по-прежнему  останутся  на  своих  постах.
Статья 5. Существующие статус, функции и полномочия Панчен-ламы будут сохранены.

Статья 6. В вопросах, касающихся различных реформ в Тибете, не будет никакого принуждения со стороны центральных властей. Местное правительство Тибета должно проводить реформы добровольно, и когда народ потребует проведения реформ, вопрос о них будет решаться путём консультации с видными деятелями Тибета.
К соглашению прилагалось секретное дополнение, в котором, согласно тибетской версии, гарантировалось сохранение власти и положения Далай-ламы если он покинет Тибет и вернётся в течение 4-5 лет; полное обеспечение Далай-ламы тибетским правительством в это время; 20-тысячная китайская армия будет размещена на границах Тибета, а при войсках НОАК в Тибете будут 1-2 тибетских министра в ранге заместителей командующего.

#### Реорганизация территории Тибета
Начиная с 1950 года, в восточных районах Тибета создавались тибетские национальные автономии в составе китайских провинций Цинхай, Ганьсу, Сычуань и Юньнань, а в 1965 году на остальной территории Тибета был образован Тибетский автономный район КНР.

#### Срединный путь
Во время визита Далай-ламы XIV в США в 1987 году Государственный департамент США подчёркивал, что США, как и все остальные страны-члены ООН, не признают Тибет в качестве независимого государства.
Там же Далай-лама выдвинул план мирного урегулирования, состоявший из 5 пунктов:
1. определить Тибет зоной мира;
2. прекратить массовое переселение на его территорию китайцев;
3. восстановить уважение к демократическим нормам и правам человека в регионе;
4. сохранить уникальную экологию Тибета;
5. прекратить хранение и производство на его территории ядерного оружия и материалов.

За этот план Далай-лама XIV стал лауреатом Нобелевской премии в 1989 году.
КНР проигнорировала предложение Далай-ламы. По мнению китайской стороны, сутью срединного пути является изменение юридического статуса Тибета и отрицание суверенитета центрального правительства КНР над Тибетом, а сам план мирного урегулирования имеет два ключевых момента:
1. «большой район компактного проживания тибетцев», который займёт четверть территории КНР;
2. «высокая степень автономии», подразумевающая запрет размещения армии НОАК и разрешение Тибету поддерживать дипломатические отношения с другими странами.

В 1988 году Далай-лама XIV высказал мнение, что Тибет может быть «самоуправляемой демократической политической единицей в ассоциации с КНР». Правительство КНР согласилось вести переговоры, но не о независимости Тибета, а по вопросу возвращения Далай-ламы XIV и его статуса, но переговоры не состоялись.

#### Третье совещание по работе в Тибете
В 1994 году прошло третье совещание по работе в Тибете, председателем на котором был глава Госсовета КНР Ли Пэн. Одним из решений, принятых на совещании, была борьба с сепаратизмом и с влиянием Далай-ламы. В 1998 году Председатель Постоянного комитета Народного собрания ТАР тибетец Рэгди потребовал очистить ряды партии от тех, кто симпатизирует Далай-ламе. Кроме этого, он предложил убрать фотографии Далай-ламы отовсюду, в том числе и из домов, а тибетских студентов, обучавшихся в школах и вузах, патронируемых Далай-ламой, вернуть из Индии. За невыполнение грозило исключение из партии и увольнение.

#### Летние Олимпийские игры 2008 в Пекине
В 2008 году в Пекине прошли Олимпийские игры. Во время эстафеты олимпийского огня проходили агрессивные протесты с требованиями предоставить независимость Тибету из-за чего олимпийский огонь нередко путешествовал по миру под защитой полиции. Многие лидеры западных стран угрожали бойкотировать Олимпиаду, если Китай не начнёт переговоры с Далай-ламой. Сам Далай-лама XIV выступил против бойкота Олимпиады.
За несколько недель до Олимпиады прошла встреча представителей Далай-ламы с китайскими властями, однако наблюдатели оценили эту встречу как шоу для успокоения общественности. По их мнению Китай не намерен предоставлять автономию Тибету.

## Вопрос о независимости Тибета
Существует три основных точки зрения по вопросу о независимости Тибета:
1. Независимое государство. Этой точки зрения придерживаются тибетцы в изгнании, большинство правозащитных организаций, многие сторонники «Движения за независимость Тибета», ряд исследователей и, возможно[13], большинство тибетцев, проживающих в КНР;
2. Отказ от борьбы за независимость и согласие на «подлинную автономию» в случае удовлетворения Китаем ряда требований тибетской стороны[88]. Этой точки зрения придерживается Далай-лама XIV;
3. Часть КНР с периода династии Юань. Это официальная точка зрения правительства КНР и любые призывы к автономии или независимости рассматриваются им как попытка расчленения страны. Эту позицию поддерживают и большинство китайцев.

Общественное мнение за пределами КНР, в особенности в западных странах, склоняется в пользу независимости или широкой автономии Тибета. Однако КНР и многие китайцы обвиняют западные СМИ и сторонников Тибета в искажённой романтизации Тибета как земного рая до 1950 года. Большинство учёных и КНР считают, что Тибет до 1950 года был феодальным, а миф о ненасильственном обществе опровергается многочисленными войнами, в которых участвовали тибетские войска с XVII века.
Во время своей пресс-конференции, официальный представитель МИД КНР Цзян Юй заявила, что Китай с XIII века осуществляет контроль над Тибетом и Тибет никогда не был независимым государством, а сам Тибетский вопрос является внутренним делом КНР. Некоторые наблюдатели считают, что политика КНР заключается в ожидании смерти Далай-ламы XIV и его перерождения. Так как в выборе нового Далай-ламу принимает большое участие Панчен-лама, который находится сейчас под контролем КНР, то это позволит контролировать и нового перерожденца. Кроме того, по мнению экспертов, правительство КНР опасается, что, в случае получения Тибетом автономии, другие этнические и религиозные группы могут потребовать аналогичные права, а это уже может привести к разделению страны.
В настоящее время ни одно государство не признаёт независимость Тибета, считая его частью КНР. При этом не уточняется, означает ли это признание юридических прав КНР на Тибет или признание де-факто власти КНР над Тибетом. Правительства и главы западных государств стремятся поддерживать положительные отношения с Китаем, поэтому осторожно подходят к вопросу о статусе Тибета, стараются воздерживаться от вовлечения в тибетские дела, но одновременно не препятствуют в этом органам законодательной власти, общественным и международным организациям.

## Тибет как оккупированное государство
В законе о деятельности государственного департамента США, подписанном президентом Дж. Бушем в 1991 году, содержится ряд положений по Тибету, в том числе: «В понимании Конгресса Тибет — в том числе области, ранее включённые в китайские провинции Сычуань, Юньнань, Ганьсу и Цинхай — является оккупированной страной по признанным принципам международного права… Подлинными представителями Тибета являются Далай-лама и тибетское правительство в изгнании, как это признаётся тибетским народом». Международная компания и тибетское лобби смогли сделать тибетский вопрос составной частью китайско-американских отношений, но только в качестве раздражителя и лишь по проблемам прав человека.
Многие тибетцы, особенно за пределами Тибета, считают Тибет оккупированным государством. Абсолютное большинство китайцев считают Тибет частью КНР.
В своей статье об отношении западных СМИ к КНР в преддверии Олимпиады в Пекине профессор кафедры восточно-азиатской политики Университета Дайсбург-Эссена доктор философии Томас Хеберер пишет, ни одна страна в мире не объявила Тибет оккупированным государством.